# Вук Косача
Вук Косача (на сръбски: Вук Косача) е войвода на сръбския крал Стефан Душан и основател на династията Косача, която имала голямо влияние в политическия живот на Босна през втората половина на 14 и първата половина на 15 век. Според Г.Томович именията на Вук Косача били в района на Рогатица.
Според Мавро Орбини Вук, наричан също Хран, бил роден в 1317 г. и бил син на неназован по име княз от Рудине. Пак според Мавро Орбини веднъж по време на лов в Северна Сърбия Вук случайно убил Бранко Растислалич от рода Растислаличи, властел на земи в североизточна Сърбия. Заради убийството Вук трябвало да бяга в Унгария, но по-късно се споразумял с рода Растислаличи и се завърнал в земите си. Въпреки това през 1359 г. бил убит в Рудине от роднини на загиналия Бранко Растислалич.
Вук имал двама сина – Влатко и Храна Косача.